# Florin Cezar Ouatu
Florin Cezar Ouatu (* 18. února 1980 Ploiești, Rumunsko) také znám jako Cezar The Voice nebo jen Cezar je rumunský operní zpěvák a pianista. Podle operního časopisu Das Opernglas je jedním z nejvýznamnějších představitelů kontratenoru této generace. Byl vybrán, aby reprezentoval Rumunsko na Eurovision Song Contest 2013 v Malmö, s písní "It's My Life". Ve finále soutěze se umístil se na 13. místě s 65 body.

## Dětství a vzdělání
Syn zesnulého flétnisty a bývalého učitele na Mozartově univerzitě v Salcburku se narodil do rodiny hudebníků ve městě Ploiești. Cezar začal hrát na piáno ve věku 6 let. Absolvoval školu umění "Carmen Sylva" ve svém rodném městě a konzervatoř v Miláně. V Itálii Cezar absolvoval bel canto klasický zpěv, a to s maximálním počtem bodů. Také studoval barokní hudbu.
V roce 2001 byl přijat na Giuseppe Verdiho hudební akademii v Miláně. V roce 2004 ji úspěšně ukončil s maximálním počem bodů ve konečné zkoušce na jedné z nejprestižnějších hudebních akademií v Evropě.

## Kariéra
Cezar v divadle debutoval s La Fenice. V roce 2003 v mezinárodní pěvecké soutěži Francisca Viñase vyhrál cenu "Nejlepší kontratenor" a zpíval v několika evropských operních domech, včetně Potsdamské opery a Lausanne opery jako Nireno v Giulio Cesare (2008) a jako Ruggiero v Alcina (2011-2012) Také vyhrál četné ceny v Barceloně, Dresdenu, Miláně, Monaku a San Marinu.
V říjnu 2011 se Florin Cezar Ouatu objevil na obálce slavné "Das Opernglas". Operní časopis také představil interview s ním.
Jeho 1. pop-operní singl "Cinema Paradiso" byl vydán na Štědrý den (2012).
V květnu 2013 Cezar reprezentoval Rumunsko na Eurovision Song Contest 2013, s písní "It's My Life" a umístil se na 13. pozici se ziskem 65 bodů. O týden později 25. května 2013 vystupoval spolu s Andreou Bocellim a Angelou Gheorghiu na Bocellim koncertu v Rumunsku, v Romexpo. Také vydá singl, který bude napsán hlavně pro něj elektronickým hudebním skladatelem, Vangelisem.